# NGC 2847
NGC 2847 é uma região H II localizada na direcção da constelação de Hydra. Possui uma declinação de -16° 31' 02" e uma ascensão recta de 9 horas, 20 minutos e 08,6 segundos. Foi descoberto em 5 de Março de 1855 por William Parsons.